# Obóz pracy przymusowej w Wiśniówce
Obóz pracy przymusowej w Wiśniówce (niem. Zwangsarbeitslager für Juden Wisniówka) - obóz pracy przymusowej w Wiśniówce na terenie Generalnego Gubernatorstwa.
Istniał w okresie od lutego 1941 do lipca 1942. Był przeznaczony dla osób narodowości żydowskiej.